# Laurelville (Ohio)
Laurelville es una villa ubicada en el condado de Hocking en el estado estadounidense de Ohio. En el Censo de 2010 tenía una población de 527 habitantes y una densidad poblacional de 964,34 personas por km².

## Geografía
Laurelville se encuentra ubicada en las coordenadas 39°28′26″N 82°44′11″O / 39.47389, -82.73639. Según la Oficina del Censo de los Estados Unidos, Laurelville tiene una superficie total de 0.55 km², de la cual 0.54 km² corresponden a tierra firme y (0.95%) 0.01 km² es agua.

## Demografía
Según el censo de 2010, había 527 personas residiendo en Laurelville. La densidad de población era de 964,34 hab./km². De los 527 habitantes, Laurelville estaba compuesto por el 97.34% blancos, el 0% eran afroamericanos, el 0.38% eran amerindios, el 0.57% eran asiáticos, el 0% eran isleños del Pacífico, el 0.76% eran de otras razas y el 0.95% pertenecían a dos o más razas. Del total de la población el 0.38% eran hispanos o latinos de cualquier raza.